# 高津俊久
高津 俊久（こうづ としひさ、1907年〈明治40年〉 - 1981年〈昭和56年〉）は、日本の都市計画家。大阪市の都市計画事業をてがけた。 

## 来歴
大阪市南区に生まれる。1931年（昭和6年）に京都帝国大学工学部土木工学科を卒業後、大阪市に就職する。以来、第2次および第3次の大阪都市計画事業をはじめとする都市計画分野の職務に従事した。1945年（昭和20年）から大阪市復興局計画部計画課長となり,太平洋戦争での被災により市域の27パーセントに当たる1600万坪に及ぶ広大な地域を焼失した後の戦災復興事業の推進にあたる。大阪市は全国の同事業の中で最大となる1069万坪の規模であった。その後は、同市建築局の整地部次長から整地部長、計画部長を経て大阪市計画局長を歴任した。大正区では全面盛土を含む港湾地帯土地区画整理事業を、中心になって遂行した。大阪駅周辺での都市再開発のため、土地区画整理法への立体換地条項の導入、さらに市街地改造法の制定を推進し、全国で第1号の市街地改造事業に着手した。この再開発により建てられたのが、第1棟から第4棟までの大阪駅前ビルである。
また、地盤沈下防止対策として地下水の全面的な汲上げ規制を日本で初めての施策として取り組み、1959年に（昭和34年）に大阪市地盤沈下防止条例が制定される。1962年の建築物用地下水の採取の規制に関する法律に先んじる施策であった。
1962年、阪神高速道路公団の創立と同時にその初代の計画担当理事となり、1970年まで務める。同年からは阪神高速道路協会理事長に就任し、死去まで11年間在任した
1977年（昭和52年）、勲3等瑞宝章を受章した